# Эрнандес Виейра, Йесика
Йесика Ядира Эрнандес Виейра (исп. Yesica Yadira Hernández Vieyra; род. 15 декабря 2001, Леон, Гуанахуато) — мексиканская тяжелоатлетка. Победительница юношеских Олимпийских игр 2018 года в категории до 48 кг.

## Карьера
Йесика начала заниматься спортом в 2014 году по совету друга, до этого ни она, ни её семья не были связаны со спортом. Выступает в весовой категории «до 48 кг».
На Национальной Олимпиаде 2016 года Виейра Эрандес стала первой во всех упражнениях в весовой категории «до 44 кг» среди спортсменов 2001—2002 года рождения, на Национальной Олимпиаде 2017 года она повторила это достижение среди спортсменов 2000—2001 года рождения.
На молодёжном чемпионате мира 2017 года, прошедшем в Бангкоке, заняла шестое место, показав восьмой результат в рывке и четвёртый в толчке. На прошедшем в июне 2018 года в колумбийской Пальмире молодёжном чемпионате Панамерики стала первой во всех упражнениях.
На юношеских Олимпийских играх 2018 года в Буэнос-Айресе Эрнандес завоевала золотую медаль с результатом 171 кг по сумме двоеборья. Йесика проиграла рывок колумбийке Йинет Сантойе Ортис, что объяснила своей несосредоточенностью, но смогла собраться на толчок, победа в котором обеспечила ей итоговое «золото». Комментируя своё выступление, Эрнандес не смогла сдержать слёз и отметила поддержку публики, которая помогла ей собраться и настроиться на второе упражнение. Медаль она посвятила своему штату Гуанахуато, Олимпийскому комитету и тренерам. «Золото» Эрнандес стало первым для Мексики в истории юношеских Олимпийских игр.
В феврале 2019 года показала седьмой результат на Кубке мира в китайском Фучжоу. В апреле заняла восьмое место на своём первом взрослом чемпионате Панамерики, прошедшем в Гватемале, а в июне на молодёжном чемпионате Панамерики в Гаване стала второй во всех упражнениях.
В сентябре 2019 года Йесика направила в Муниципальную спортивную комиссию Леона письмо с просьбой снять её со стипендии, которая полагалась ей как успешному спортсмену до декабря 2020 года. Задуматься о завершении карьеры её вынудила Полученная летом 2019 года травма локтя, из-за которой она не тренировалась в течение двух месяцев перед отказом от стипендии.
В июне 2021 года стала абсолютной чемпионкой Национальных игр КОНАДЕ, ранее известных как «Национальная Олимпиада», в весовой категории «до 49 кг», тем самым став пятикратной абсолютной чемпионкой этих соревнований.

## Спортивные результаты
| Год                        | Место проведения        | Вес             | Рывок (кг)      | Рывок (кг)      | Рывок (кг)      | Рывок (кг)      | Толчок (кг)     | Толчок (кг)     | Толчок (кг)     | Толчок (кг)     | Сумма           | Место           |
| Год                        | Место проведения        | Вес             | 1               | 2               | 3               | Место           | 1               | 2               | 3               | Место           | Сумма           | Место           |
| Чемпионаты мира            | Чемпионаты мира         | Чемпионаты мира | Чемпионаты мира | Чемпионаты мира | Чемпионаты мира | Чемпионаты мира | Чемпионаты мира | Чемпионаты мира | Чемпионаты мира | Чемпионаты мира | Чемпионаты мира | Чемпионаты мира |
| -------------------------- | ----------------------- | --------------- | --------------- | --------------- | --------------- | --------------- | --------------- | --------------- | --------------- | --------------- | --------------- | --------------- |
| 2022                       | Богота, Колумбия        | 49 кг           | 78              | 80              | 82              | 10              | 102             | 102             | 106             | 9               | 184             | 9               |
| Панамериканские Чемпионаты |                         |                 |                 |                 |                 |                 |                 |                 |                 |                 |                 |                 |
| 2019                       | Гватемала, Гватемала    | 49 кг           | 74              | 77              | 77              | 10              | 94              | 97              | 99              | 4               | 173             | 8               |
| 2022                       | Богота, Колумбия        | 49 кг           | 78              | 80              | 80              | 8               | 98              | 101             | 105             | 6               | 181             | 7               |
| Юношеские Олимпийские игры |                         |                 |                 |                 |                 |                 |                 |                 |                 |                 |                 |                 |
| 2018                       | Буэнос-Айрес, Аргентина | 48 кг           | 72              | 72              | 74              | 2               | 92              | 95              | 97              | 1               | 171             | 1               |